# Németpereg
Németpereg (románul Peregu Mare, németül Grosspereg, szlovákul Veľký Pereg) falu Romániában Arad megyében, Németpereg község központja.

## Fekvése
Aradtól 38 km-re nyugatra fekszik, a román-magyar határ mellett.

## Története
Kataszterében 1898-ban kora avar kori lovassírt tártak fel.
Történetének írásos forrásai visszavezethetők egészen 1241-ig; ekkor a legkorábbi írásos dokumentum amelyben megemlítik nevét.